# Untermünkheim
Untermünkheim ist eine Gemeinde im Landkreis Schwäbisch Hall im fränkisch geprägten Nordosten Baden-Württembergs.

## Geographie

### Geographische Lage
Das namengebende Hauptdorf Untermünkheim liegt etwa fünf Kilometer nördlich von Schwäbisch Hall am linken Flussufer im tief eingeschnittenen Tal des Kochers am sogenannten Kochereck, wo der Fluss aus nördlichem auf nordöstlichen Lauf abknickt. Die aus Hall kommende, nach einer Brücke das Dorf durchlaufende Bundesstraße 19 erklimmt hier in Fortsetzung ihrer nach Norden führenden Trasse über eine steile Steige durch die Seitenklinge des Dobel- und Heiligenbachs die Hohenloher Ebene.
Ebenfalls im Kochertal am linken Flussufer liegen Obermünkheim etwas flussaufwärts am Zulauf des Schmiedbachs, das mit Untermünkheim zusammengewachsene Haagen und danach Enslingen dagegen flussabwärts. Der überwiegende Teil des Gemeindegebietes liegt linksseits des Flusstales auf der Hochebene, die größten Orte sind dort Übrigshausen oberhalb der genannten Steige, an dessen Ortsrand die Kupfer entspringt, sowie Kupfer und Brachbach.

### Nachbargemeinden
Die Gemeinde grenzt im Osten an Braunsbach, im Süden an die Kreisstadt Schwäbisch Hall und im Nordwesten an Kupferzell im Hohenlohekreis.

### Gemeindegliederung
Zur Gemeinde Untermünkheim gehören 15 Dörfer, Weiler und Höfe.
- Zur ehemaligen Gemeinde Enslingen gehören das Dorf Enslingen und die Weiler Gaisdorf und Schönenberg sowie die abgegangenen Ortschaften Bernsbach und Diepach.
- Zur ehemaligen Gemeinde Übrigshausen gehören das Dorf Übrigshausen und die Weiler Brachbach, Kupfer, Leipoldsweiler und Steigenhaus sowie die abgegangene Ortschaft Zittenheimat.[2]
- Zur Gemeinde Untermünkheim im Gebietsstand vom 31. Dezember 1971 gehören das Dorf Untermünkheim, die Weiler Haagen, Obermünkheim, Suhlburg und Wittighausen und die Höfe Eichelhof und Lindenhof sowie die abgegangene Ortschaft Breitenweidach.[3]

### Flächenaufteilung
Nach Daten des Statistischen Landesamtes, Stand 2014.

## Geschichte

### Geschichte im alten Reich
Untermünkheim wurde 1216 als „Muncheim“ erstmals urkundlich erwähnt. Im 13. Jahrhundert ist im heutigen Teilort Enslingen das Adelsgeschlecht der Herren von Enslingen nachweisbar, das 1534 im Mannesstamm ausstarb.
Im 16. Jahrhundert gingen Burgen, Besitzungen und Güter in den Besitz der Reichsstadt Hall über, welche seither auch die Blutgerichtsbarkeit am Ort ausübte.
Jenseits von Untermünkheim liegt bei der Flussbrücke der Burghügelrest der Wasserburg Untermünkheim, beim Ortsteil Suhlburg der Rest der Suhlburg, die Burg Haagen bestand bis ins 16. Jahrhundert.
Die Grundherrschaft am Ort war bis zum Beginn des 19. Jahrhunderts ein sehr heterogener Flickenteppich aus Kondominaten der Reichsstadt Hall, Hohenloher Fürstentümer, des Klosters Comburg und weiterer Adelsfamilien.

### Geschichte seit württembergischer Zeit
Im Rahmen der Mediatisierungen gelangte die gesamte Gegend zu Beginn des 19. Jahrhunderts nach und nach an das Herzogtum Württemberg, aus dem 1806 das gleichnamige Königreich hervorging. Seit 1809 waren alle Teilorte der heutigen Gemeinde Untermünkheim dem Oberamt Hall unterstellt, das 1934 in Kreis Hall umbenannt wurde. Bei dieser ersten kleinen Kreisreform während der NS-Zeit in Württemberg blieb es nicht. Seit 1938 gehören die Gemeinden zum neu formierten Landkreis Schwäbisch Hall. Von 1945 bis 1952 befand sich das Gebiet im Nachkriegsland Württemberg-Baden, das 1945 in der Amerikanischen Besatzungszone gegründet worden war. Im Jahre 1952 gelangten die Gemeinden zum neuen Bundesland Baden-Württemberg.
Im Zuge der Gemeindereform in Baden-Württemberg wurden am 1. Januar 1972 die früher selbständigen Gemeinden Enslingen und Übrigshausen in die Gemeinde Untermünkheim eingemeindet.

## Religionen

### Evangelisch
Seit der im 16. Jahrhundert erfolgten Reformation des Haller Landgebiets waren die Ortschaften überwiegend evangelisch geprägt. Die Kirchengemeinden Enslingen, Untermünkheim und Übrigshausen liegen heute im Kirchenbezirk Schwäbisch Hall der Württembergischen Landeskirche.
- Kirche St. Kilian in Untermünkheim
- Evangelische Kirche Enslingen
- Kirche St. Martin in Übrigshausen

- Süddeutscher Gemeinschaftsverband Untermünkheim (Landeskirchliche Gemeinschaft)

### Katholisch
Die Katholiken von Untermünkheim gehören zur Kirchengemeinde St. Joseph in Schwäbisch Hall.

### Neuapostolisch
- Neuapostolische Kirche Enslingen

## Politik

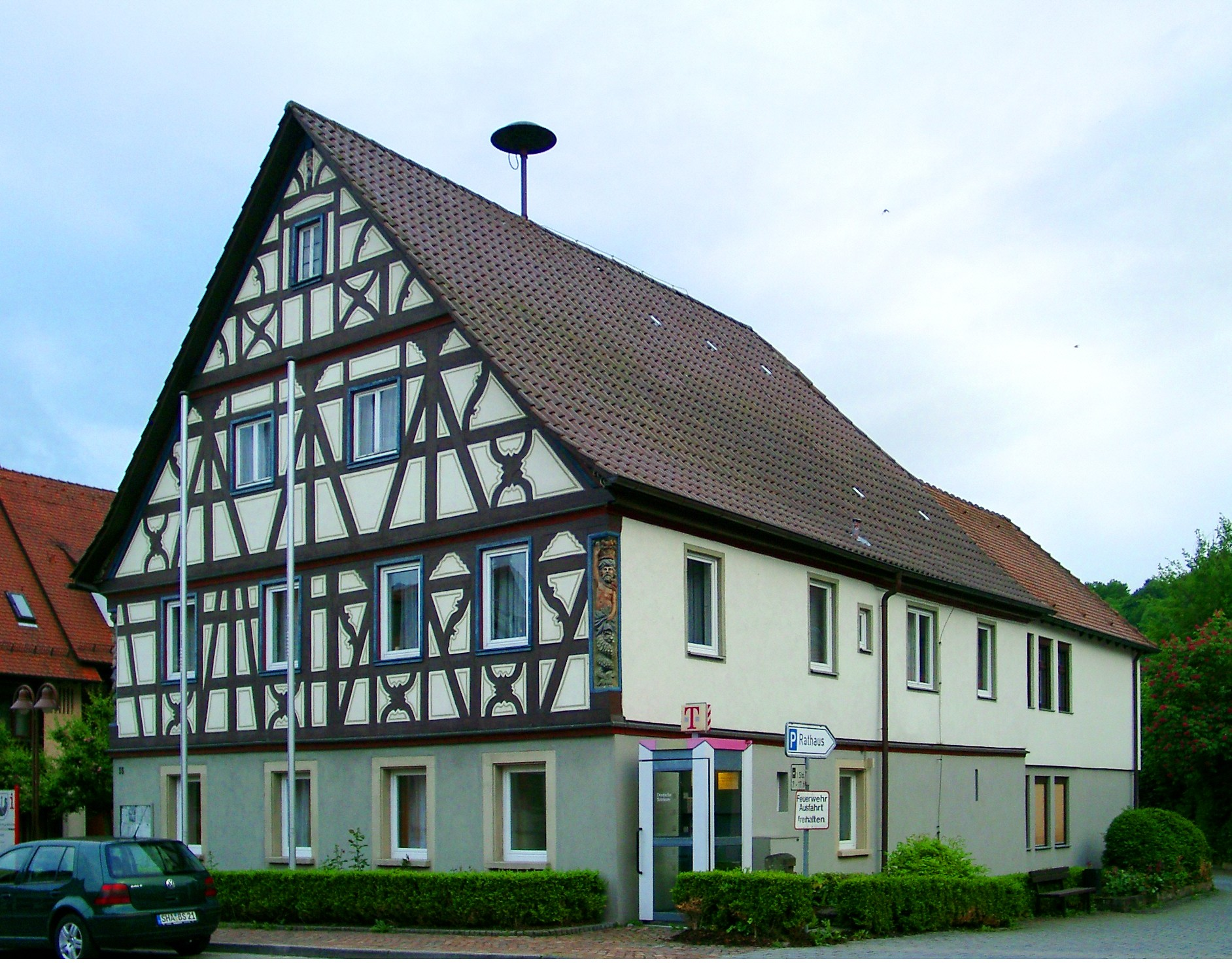
Rathaus

### Gemeinderat
In Untermünkheim wird der Gemeinderat nach dem Verfahren der unechten Teilortswahl gewählt. Dabei kann sich die Zahl der Gemeinderäte durch Überhangmandate verändern. 2024 umfasst der Gemeinderat 12 Personen, darunter drei Frauen. Er besteht aus den gewählten ehrenamtlichen Gemeinderäten und dem Bürgermeister als Vorsitzendem. Der Bürgermeister ist im Gemeinderat stimmberechtigt.
Die Kommunalwahl am 9. Juni 2024 führte zu folgendem Endergebnis. Die Wahlbeteiligung betrug 67,1 Prozent.
| Liste                       | Stimmenanteil | Sitze |
| Freie Liste                 | 55,75 %       | 7     |
| Unabhängige Wähler          | 43,41 %       | 5     |
| Wählervereinigung Brachbach | 0,84 %        | 0     |

### Bürgermeister
Christoph Maschke war von 2004 bis 2020 Bürgermeister. Am 4. Oktober 2020 wurde Matthias Groh mit 92,5 % zum Nachfolger gewählt.

### Wappen und Flagge
|  |  |

| | Blasonierung: „Ein in zwei abgewendeten Löwenköpfen endendes goldenes Schiff mit goldenem Mast und einem schräg gelegten goldenen Ruder auf blauem Grund.“ |
| Wappenbegründung: Das Wappen stammt von der Familie Senft. Die meisten ihrer Mitglieder wanderten im Frühmittelalter von Untermünkheim nach Hall aus. Die Familie starb 1507 nach dem Tod von Ulrich von Münkheim in Untermünkheim aus. 1515 kam Melchior Senft aus Hall zurück und errichtete in Untermünkheim ein Schlösschen, das schwäbisch genannte Senftenschlössle. Das Gemeindewappen wurde am 25. August 1980 vom Landratsamt Schwäbisch Hall zusammen mit der blau-gelb gestreiften Bannerflagge, die nach oben versetzt das Wappen trägt, genehmigt. | |

## Wirtschaft und Infrastruktur

### Verkehr
Die Gemeinde ist mit zahlreichen Buslinien mit Schwäbisch Hall verbunden und gehört dem Verkehrsverbund KreisVerkehr Schwäbisch Hall an.
Durch eine Alltagsroute aus dem Radnetz Baden-Württemberg ist Untermünkheim über die Ortsteile Wittighausen und Kupfer, über den Gewerbepark Hohenlohe bei Waldenburg und über Neuenstein mit Öhringen und in der anderen Richtung mit Schwäbisch Hall verbunden.
Zudem führt als touristischer Landes-Radfernweg der Kocher-Jagst-Radweg durch die Gemeinde. Er ist ein Rundkurs entlang der beiden Flüsse Kocher und Jagst zwischen Bad Friedrichshall und einer Querverbindung zwischen den Tälern bei Aalen (Stadtteil Unterkochen) und Lauchheim.

## Kultur und Sehenswürdigkeiten

### Museen
Das Rößler-Museum zeigt vorwiegend klassische ländliche Aussteuermöbel wie Schränke, Truhen und Himmelbetten.

### Bauwerke
- Burgruine Geyersburg
- Senftenschlössle
- Überreste der ehemaligen Ziegelei Übrigshausen (Trockenhallen)
- Überreste der ehemaligen Haller Landheeg im Überhäuhölzle nordwestlich und im Eichhölzle nördlich von Brachbach; westlich des Weilers stand früher nahe an einem Straßendreieck der Brachbacher Landturm, einer der wenigen großen Einlässe in die Landheeg, von dem aber zumindest oberirdisch nichts erhalten ist.

## Persönlichkeiten
Die bekannte Schreinerfamilie Rößler stammt aus Untermünkheim. Johann Heinrich Rößler (1751–1832) begründete dort eine Schreinerwerkstatt, die der Sohn Johann Michael Rößler (1791–1849) ab 1818 fortführte. Die beiden weiteren in Untermünkheim geborenen Söhne Johann Georg Rößler (1785–1844) und Johann Friedrich Rößler (1796–1863) gründeten an anderen Orten eigene Werkstätten. Die bemalten Bauernmöbel aus den Rößler-Werkstätten gelten als stiltypisch für Hohenlohe und das Haller Umland.
Der Philologe und Direktor der königlichen Ministerialabteilung für die höheren Schulen in Stuttgart Adolf von Rapp (1841–1905) wurde in Enslingen geboren.